# George W. McLaurin
George W. McLaurin (16 de setembro de 1894 – 4 de setembro de 1968) foi um professor norte-americano e o primeiro afro-americano a frequentar a Universidade de Oklahoma. Ele foi o demandante bem-sucedido em um importante caso de direitos civis contra a universidade, Caso McLaurin v. Oklahoma State Board of Regents (1950).

## Biografia
McLaurin tinha mestrado pela Universidade do Kansas e era professor aposentado e morava em Oklahoma City. Antes de se aposentar, ele lecionou em uma faculdade historicamente negra, a Universidade Langston.

### McLaurin v. Regentes do Estado de Oklahoma
Ele se inscreveu e foi aceito na Universidade de Oklahoma em 1948, como resultado da decisão da Suprema Corte dos Estados Unidos no Caso McLaurin v. Oklahoma State Board of Regents, a respeito de sua inscrição, que permitiu que afro-americanos fossem admitidos na pós-graduação na Universidade de Oklahoma, de forma segregada. No caso, McLaurin foi apoiado por Thurgood Marshall, Amos T. Hall, Roscoe Dunjee e cinco outros estudantes afro-americanos. A universidade foi obrigada por lei a permitir a entrada de McLaurin na faculdade, mas ele estava totalmente segregado dos outros alunos. Mais tarde, quando outros estudantes afro-americanos foram admitidos na universidade, passaram por condições semelhantes, como salas de aula, bibliotecas, refeitórios e banheiros diferentes.
Em 29 de setembro de 1948, um tribunal federal decidiu que a recusa da Universidade de Oklahoma em admitir McLaurin era inconstitucional. Para cumprir as leis de segregação, o presidente da universidade, George Lynn Cross, providenciou para que as aulas de McLaurin fossem ministradas em salas de aula com antessala: dessa forma, McLaurin poderia sentar-se longe dos alunos brancos enquanto assistia a todas as suas aulas. No início, ele foi forçado a sentar-se com sua mesa e cadeira fora da sala de aula, no corredor ao lado da porta, para poder ouvir as palestras, mantendo a separação dos alunos brancos. Outras acomodações especiais que foram criadas para continuar a segregação incluem áreas de estar especiais no refeitório e em eventos esportivos, além de banheiros separados. Em retaliação a estas condições, McLaurin entrou com uma ação afirmando que estas condições o privavam de igualdade. O Tribunal Distrital não concordou com o seu argumento e negou a sua moção porque a segregação racial é uma "política social profundamente enraizada no Estado de Oklahoma". Posteriormente, McLaurin trouxe seu caso novamente, mas desta vez apelou para a Suprema Corte dos EUA. Isso daria início à linha do tempo do processo McLaurin v. Oklahoma State Regents.
Em McLaurin v. Oklahoma State Regents, McLaurin argumentou que a Décima Quarta Emenda estava sendo violada pela forma como estavam sendo tratados. Somente em 1950 a Suprema Corte decidiu que o tratamento deveria ser igual entre estudantes brancos e afro-americanos. McLaurin v Oklahoma State Regents foi um importante caso na história porque foi um dos primeiros casos que tentou combater a disposição "separado, mas igual" no caso Plessy v Ferguson. Mclaurin v Oklahoma mostrou como a disposição "separados, mas iguais" ainda pode ser manipulada de uma forma que discrimina indivíduos com base na raça. Este caso desempenhou um papel influente na história porque a sua decisão abriu caminho para a eventual anulação do caso Plessy v Ferguson. O caso de Mclaurin mostrou a desigualdade na doutrina "separado, mas igual", as acomodações feitas para Mclaurin exigiam que ele se sentasse separado dos outros alunos, em uma alcova rotulada como "reservada para pessoas de cor", ele se sentava sozinho no refeitório e também tinha a sua própria mesa na biblioteca que ficava atrás de uma pilha de jornais para que ele não fosse visto pelos estudantes brancos. Todas essas práticas discriminatórias aconteceram sob a égide da doutrina "separado, mas igual". Em 1950, uma Suprema Corte unânime decidiu que McLaurin não havia recebido tratamento igual, conforme exigido pela Constituição. Escrevendo para o tribunal, o Chefe de Justiça Frederick M. Vinson escreveu que McLaurin era "deficiente em sua busca por um ensino de pós-graduação eficaz. Tais restrições prejudicam e inibem a sua capacidade de estudar, de se envolver em discussões e trocar pontos de vista com outros estudantes e, em geral, de aprender as suas profissões."

### Legado
Em 2014, uma conferência anual recebeu o nome de George A. McLaurin no campus da Universidade de Oklahoma (OU), chamada The George McLaurin Male Leadership Conference. A conferência destina-se principalmente ao recrutamento de estudantes universitários de primeira geração, especialmente aqueles pertencentes a grupos minoritários. Um saguão do campus com um memorial no centro comunitário da universidade foi nomeado em homenagem a McLaurin e Sylvia A. Lewis, outra estudante que desafiou a segregação na OU.